# 栗田卓也
栗田 卓也（くりた たくや、1961年〈昭和36年〉8月31日 - ）は、日本の建設・国土交通官僚。

## 経歴
大阪府生まれ。甲陽学院高等学校を経て、1984年3月に京都大学法学部を卒業。国家公務員採用上級甲種試験(法律)に合格して、1984年4月に建設省に入省した。
都市局長、総合政策局長などを歴任する。
2019年7月9日、国土交通審議官に就任し、国土関係施策・北海道開発関係施策の総括整理を担当。
2020年3月25日、千葉大学大学院融合理工学府より、博士（工学）を授与される。学位論文は『国土政策と都市政策における新たな公共性の構築に関する研究』。
2020年7月21日、国土交通事務次官に就任。
2021年7月1日、国土交通事務次官を退任。
2024年6月24日、東日本建設業保証代表取締役社長に就任。

## 年表
基本的な出典
- 1984年
  - 03月：京都大学法学部卒業
  - 04月：建設省入省
- 1990年07月：建設省近畿地方建設局道路部路政課長
- 1991年07月：建設省近畿地方建設局総務部人事課長
- 1993年04月：宮崎県企画調整部総合交通課長
- 1995年04月：宮崎県企画調整部企画調整課長
- 1996年
  - 04月：建設省大臣官房人事課課長補佐
  - 07月：建設省都市局都市計画課課長補佐
- 1998年07月：建設省大臣官房人事課課長補佐
- 2000年07月：建設省大臣官房文書課建設専門官
- 2001年
  - 01月：国土交通省大臣官房秘書課企画専門官
  - 07月：国土交通省総合政策局
- 2003年09月：国土交通省大臣官房付（石原伸晃国土交通大臣秘書官事務取扱）
- 2004年09月：国土交通省大臣官房総務課企画官
- 2005年07月：国土交通省大臣官房参事官（国土計画局担当）
- 2006年08月01日：国土交通省国土計画局大都市圏計画課長[8]
- 2007年09月26日：国土交通省大臣官房付[9]・内閣官房内閣参事官（内閣総務官室）
- 2009年07月14日：国土交通省都市・地域整備局まちづくり推進課長[10]
- 2011年
  - 07月01日：国土交通省都市局まちづくり推進課長[11]
  - 07月08日：国土交通省大臣官房付[12]・東日本大震災復興対策本部事務局参事官・内閣官房復興庁設置準備室参事官
- 2012年
  - 02月10日：復興庁統括官付参事官[13]（企画班）
  - 09月11日：国土交通省大臣官房参事官（人事担当）[14]
- 2013年08月01日：国土交通省大臣官房人事課長[15]
- 2014年01月28日：国土交通省大臣官房審議官（総合政策局、土地・建設産業局担当）[16]
- 2015年07月31日：国土交通省都市局長[17]
- 2018年07月31日：国土交通省総合政策局長[18]
- 2019年07月09日：国土交通審議官[19]
- 2020年07月21日：国土交通事務次官[20]
- 2021年07月1日：辞職[21][6]
- 2021年12月：東京大学大学院新領域創成科学研究科・ハビタット・イノベーション研究社会連携講座特任教授[22]
- 2024年06月24日：東日本建設業保証代表取締役社長